# Protvino
Protvino (em russo: Протвино́) é uma cidade da Rússia situada no óblast de Moscou. Localiza-se a 100 km a sul da cidade de Moscou, e tem uma população de 37308 habitantes (2010).

## Cidades-irmãs
Protvino é geminada com as seguintes cidades:
- Antony (Hauts-de-Seine), França
- Lahojsk, Bielorrússia
- Saky, Ucrânia